# 1738
| [ Edytuj tabelę ]              | |
| Król Polski                    | - 1733 August III Sas 1763 |
| Współksiążęta Andory           | - 1738 Jordi Curado y Torreblanca 1747 - 1715 Ludwik XV 1774 |
| Elektor Bawarii                | - 1726 Karol Albert 1745 |
| Sułtan Brunei                  | - 1730 Muhammad Alauddin 1745 |
| Cesarz Chin                    | - 1735 Qianlong 1796 |
| Król Czech                     | - 1711 Karol VI Habsburg 1740 |
| Król Danii                     | - 1730 Chrystian VI 1746 |
| Dalajlama                      | - 1708 Kelzang Gjaco 1757 |
| Cesarz Etiopii                 | - 1730 Ijasu II 1755 |
| Król Francji                   | - 1715 Ludwik XV 1774 |
| Król Hiszpanii                 | - 1724 Filip V 1746 |
| Landgraf Hesji-Kassel          | - 1730 Fryderyk I Heski 1751 |
| Stadhouder Holandii            | - 1702 drugi okres bez stadhoudera 1747 |
| Szach Iranu                    | - 1736 Nadir Szah Afszar 1747 |
| Państwo Wielkich Mogołów       | - 1720 Mohammed Szah 1748 |
| Król Irlandii                  | - 1727 Jerzy II Hanowerski 1760 |
| Cesarz Japonii                 | - 1735 Sakuramachi 1747 |
| Kalif                          | - 1736 Mahmud I 1754 |
| Patriarcha Konstantynopola     | - 1734 Neofit VI 1740 |
| Władca Korei                   | - 1724 Yŏngjo 1776 |
| Książę Kurlandii i Semigalii   | - 1737 Ernest Jan Biron 1741 |
| Książę Liechtensteinu          | - 1732 Józef Wacław 1745 |
| Sułtan Maroka                  | - 1736 Muhammad II 1738 - 1738 Al-Mustadi ibn Isma’il 1740 |
| Książę Monako                  | - 1733 Honoriusz III 1793 |
| Król Nawarry                   | - 1710 Ludwik XV 1774 |
| Król Norwegii                  | - 1730 Chrystian VI 1746 |
| Sułtan Omanu                   | - 1728 Sajf II ibn Sultan 1743 |
| Elektor Palatynatu             | - 1716 Karol III Filip 1742 |
| Papież                         | - 1730 Klemens XII 1740 |
| Książę Parmy i Piacenzy        | - 1735 Karol 1740 |
| Król Portugalii                | - 1706 Jan V 1750 |
| Król w Prusach                 | - 1713 Fryderyk Wilhelm I 1740 |
| Car Rosji                      | - 1730 Anna 1740 |
| Cesarz Rzymski (niemiecki)     | - 1711 Karol VI Habsburg 1740 |
| Kapitanowie Regenci San Marino | - 1737 Filippo Manenti Belluzzi Giuliano Malpeli 1738 - 1738 Giuseppe Onofri Giovanni Maria Beni 1738 - 1738 Giovanni Antonio Leonardelli Giovanni Martelli 1739 |
| Elektor Saksonii               | - 1733 Fryderyk August II (król Polski) 1763 |
| Król Sardynii                  | - 1730 Karol Emanuel III 1773 |
| Król Szwecji                   | - 1720 Fryderyk I Heski 1751 |
| Król Tajlandii                 | - 1733 Boromma Kot 1758 |
| Sułtan Turków                  | - 1730 Mahmud I 1754 |
| Doża Wenecji                   | - 1735 Alvise Pisani 1741 |
| Król Węgier                    | - 1711 Karol III 1740 |
| Monarcha Wielkiej Brytanii     | - 1727 Jerzy II 1760 |
| Premier Wielkiej Brytanii      | - 1721 Robert Walpole 1742 |

Rok 1738 / MDCCXXXVIII
stulecia: XVII wiek ~
XVIII wiek ~
XIX wiek

lata: 1728 «
1733 «
1734 «
1735 «
1736 «
1737 «
1738
» 1739
» 1740
» 1741
» 1742
» 1743
» 1748

## Wydarzenia w Polsce
- 30 listopada – został uruchomiony carillon na wieży kościoła św. Katarzyny w Gdańsku.
- Czyżew otrzymał prawa miejskie.

## Wydarzenia na świecie
- 9 stycznia – Joseph Süß Oppenheimer, żydowski kupiec, bankier i finansista byłego księcia Wirtembergii Karola Aleksandra, został skazany na karę śmierci.
- 18 kwietnia – w Madrycie została założona Królewska Akademia Historii.
- 28 kwietnia – papież Klemens XII w konstytucji apostolskiej In Eminenti zakazał katolikom przynależności do lóż masońskich pod karą ekskomuniki.
- 24 maja – został zapoczątkowany ruch metodystyczny w łonie protestantyzmu.
- 18 listopada – podpisano ostateczny traktat pokojowy w Wiedniu między Francją i Austrią, do którego przystąpiły następnie Sardynia i Hiszpania.

## Urodzili się
- 13 stycznia – Jan Dekert, reformator polski, prezydent Warszawy (zm. 1790)
- 2 marca - Józef Koblański, polski poeta, tłumacz, pedagog, działacz edukacyjny (zm. 1798)
- 4 marca – Józef Herman Osiński, polski pedagog, autor prac z dziedziny fizyki i chemii (zm. 1802)
- 15 marca – Cesare Beccaria, włoski prawnik i pisarz polityczny, przedstawiciel humanitaryzmu prawniczego (zm. 1794)
- 16 marca – Józef Kazimierz Kossakowski, biskup inflancko-piltyński, jeden z przywódców konfederacji targowickiej (zm. 1794)
- 5 kwietnia - Remigiusz Ładowski, polski pijar, przyrodnik, tłumacz, pedagog (zm. 1798)
- 6 maja - John Sloss Hobart, amerykański polityk, senator ze stanu Nowy Jork (zm. 1805)
- 28 maja
  - Tristram Dalton, amerykański prawnik, polityk, senator ze stanu Massachusetts (zm. 1817)
  - Joseph Ignace Guillotin, francuski lekarz (zm. 1814)
- 7 czerwca – Jan Antoni Jacek Boucharenc de Chaumeils, francuski duchowny katolicki, męczennik, błogosławiony (zm. 1792)
- 30 października – Jan Maria du Lau, arcybiskup Arles, męczennik, błogosławiony katolicki (zm. 1792)
- 26 grudnia - Thomas Nelson Jr., amerykański polityk, gubernator stanu Wirginia (zm. 1789)

- data dzienna nieznana: 
  - Łukasz Bniński, polski szlachcic, marszałek konfederacji targowickiej (zm. 1818)
  - Franciszek Ksawery Hong Gyo-man, koreański męczennik, błogosławiony katolicki (zm. 1801)

## Zmarli
- 15 lutego – Matthias Bernard Braun, rzeźbiarz reprezentujący styl śląskiego baroku w Czechach (ur. 1684)
- 16 marca – George Bähr, niemiecki architekt, budowniczy kościoła Maryi Panny w Dreźnie (ur. 1666)
- 12 maja – Karol III Wilhelm, margrabia Badenii-Durlach (ur. 1679)
- 11 czerwca – Caspar Bartholin młodszy, duński anatom (ur. 1655)
- 7 lipca – Benedykt Cichoszewski, kompozytor polski (ur. data nieznana)
- 23 września – Hermann Boerhaave, holenderski lekarz (ur. 1668)
- 12 listopada - Teodor Andrzej Potocki, polski duchowny katolicki, biskup chełmiński i warmiński, arcybiskup gnieźnieński, prymas Polski i Litwy (ur. 1664)

## Święta ruchome
- Tłusty czwartek: 13 lutego
- Ostatki: 18 lutego
- Popielec: 19 lutego
- Niedziela Palmowa: 30 marca
- Wielki Czwartek: 3 kwietnia
- Wielki Piątek: 4 kwietnia
- Wielka Sobota: 5 kwietnia
- Wielkanoc: 6 kwietnia
- Poniedziałek Wielkanocny: 7 kwietnia
- Wniebowstąpienie Pańskie: 15 maja
- Zesłanie Ducha Świętego: 25 maja
- Boże Ciało: 5 czerwca